# Ferdinand IV của Đức
Ferdinand IV (8 tháng 9 năm 1633 – 9 tháng 7 năm 1654) được phong làm Vua của Bohemia năm 1646, Vua Hungary và Croatia năm 1647, và Vua La Mã vào ngày 31 tháng 5 năm 1653. Ông cũng từng là Công tước xứ Cieszyn.